# Sagoslottet
Sagoslottet var en åkattraktion på nöjesfältet Liseberg i Göteborg. Attraktionen byggdes 1968 och bestod av 15 gondoler som åkte under en upphängd skena inne i ett slott. I slutet på sommarsäsongen 2017 revs Sagoslottet och gav plats åt Valkyria (berg- och dalbana). Attraktionen öppnade med namnet Sagoslottet 1985, där föregångarna på Liseberg var Peter Pan (1968–1980) och Vår Lilla Värld (1981–1984).

## Åkturen
Skenan var 192 meter lång och åkturen började med att gondolen åkte upp för en backe med lysdioder på väggarna. Gondolerna åkte med en hastighet av 1,2 meter per sekund och hela åkturen skedde i mörker, förutom av- och påstigningen som skedde utomhus, samt efter uppförsbacken i början då gondolen passerade tre öppna valv på tredje våningen och de åkande fick utsikt ut över gårdsplanen framför slottet och åkattraktionen Drakbåtarna. Efter de tre valven lyste en motoriserad docka upp och välkomnade besökarna till "sagornas förtrollade värld". Sedan passerade de åkande en mängd uppbyggda scener från kända sagor: Peter Pan, Aladdin, Alice i Underlandet, Kejsarens nya kläder, Törnrosa och Askungen. I mitten av åkturen åkte gondolerna ner till bottenvåningen igen, då i en nedförsbacke med ultraviolett ljus som fick vita och neonfärgade kläder att fluorescera.

## Byggnaden
Byggnaden var utformad som ett stort slott med tinnar och torn. På vänster sida av övervåningen patrullerade en motoriserad docka i form av en vakt, och på den högra sidan var väggen öppen i form av tre valv som gav de åkande utsikt över bland annat Drakbåtarna. På sektionen i mitten syntes skylten med texten "Sagoslottet" och över den tre fönster. Det mittersta fönstret öppnades med jämna mellanrum och en motoriserad docka, i form av en kung, stack ut ur fönstret. En fanfar hördes och en inspelad röst hälsade alla välkomna in i Sagoslottet.

## Bilder
- Wikimedia Commons har media som rör Sagoslottet.

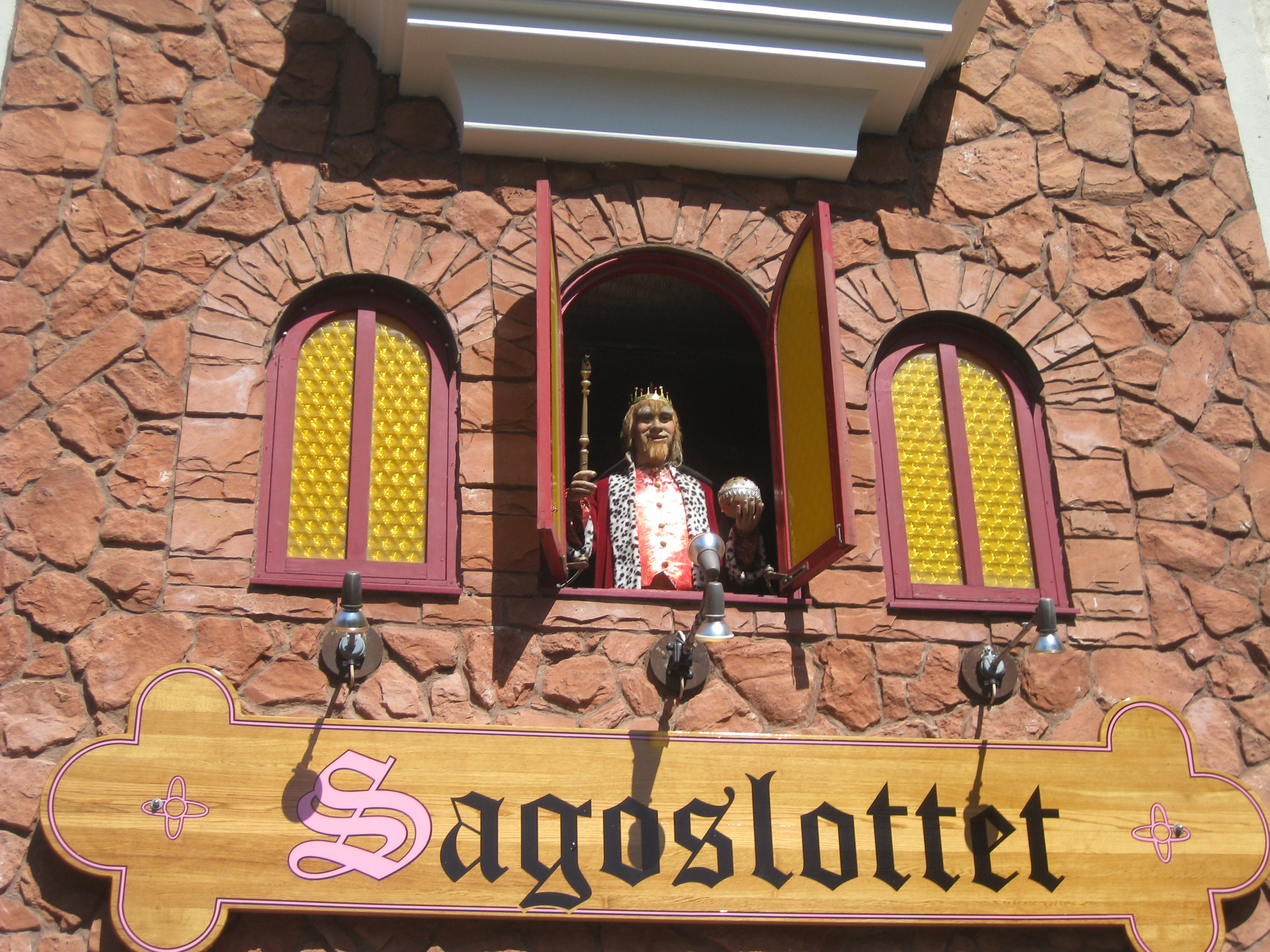
Kungen hälsar välkomna.
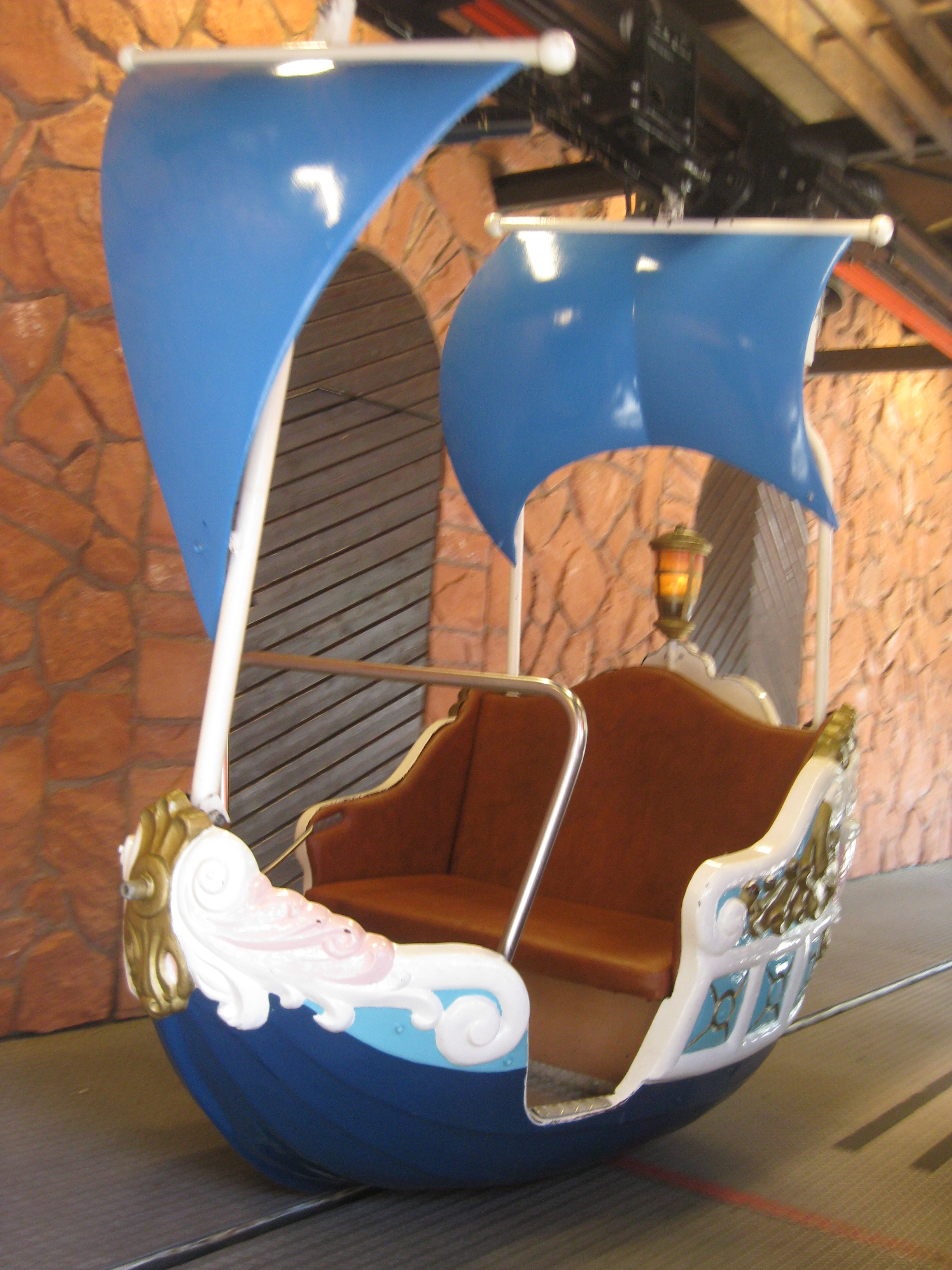
Blå gondol.
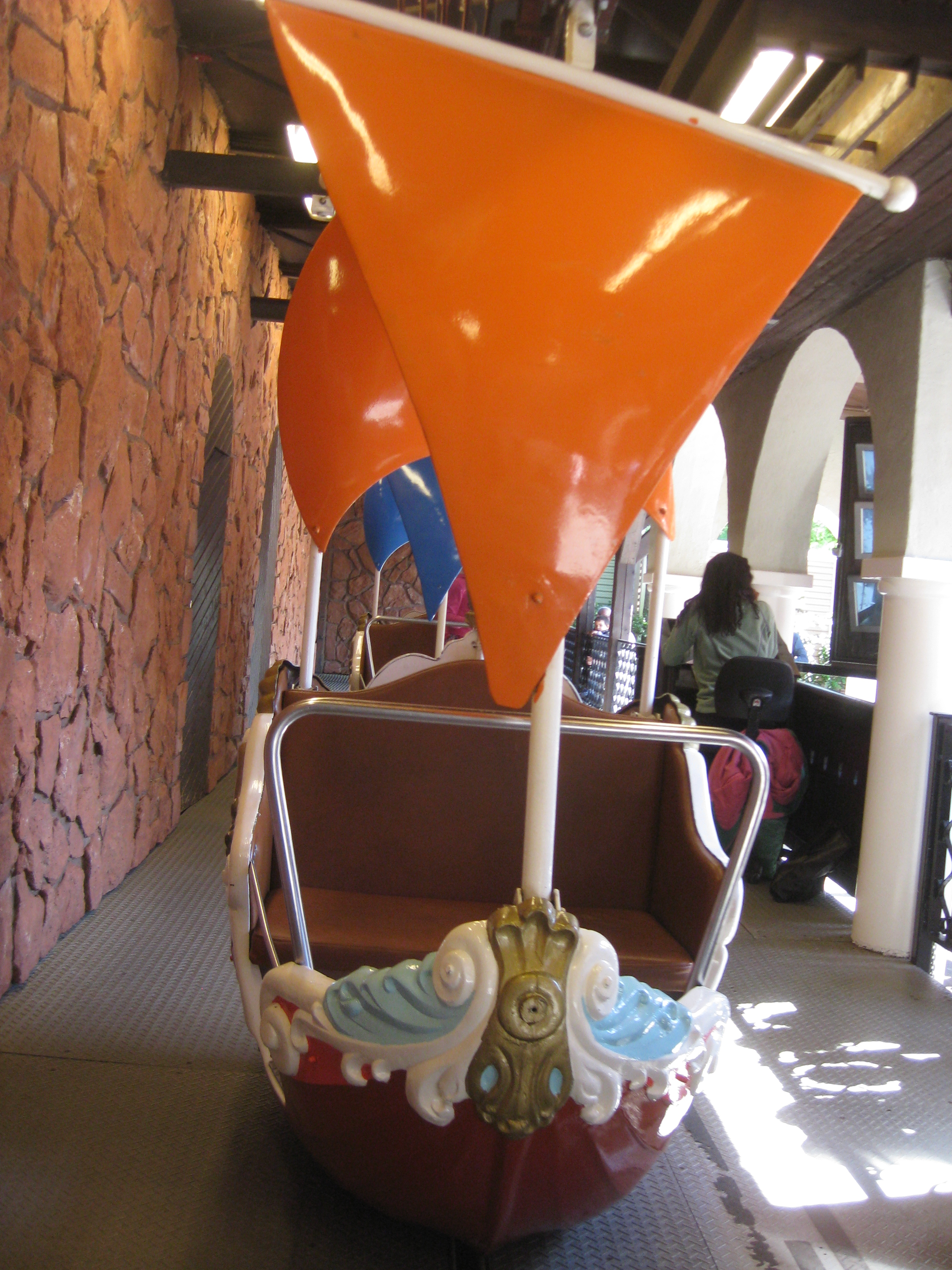
Orange gondol.
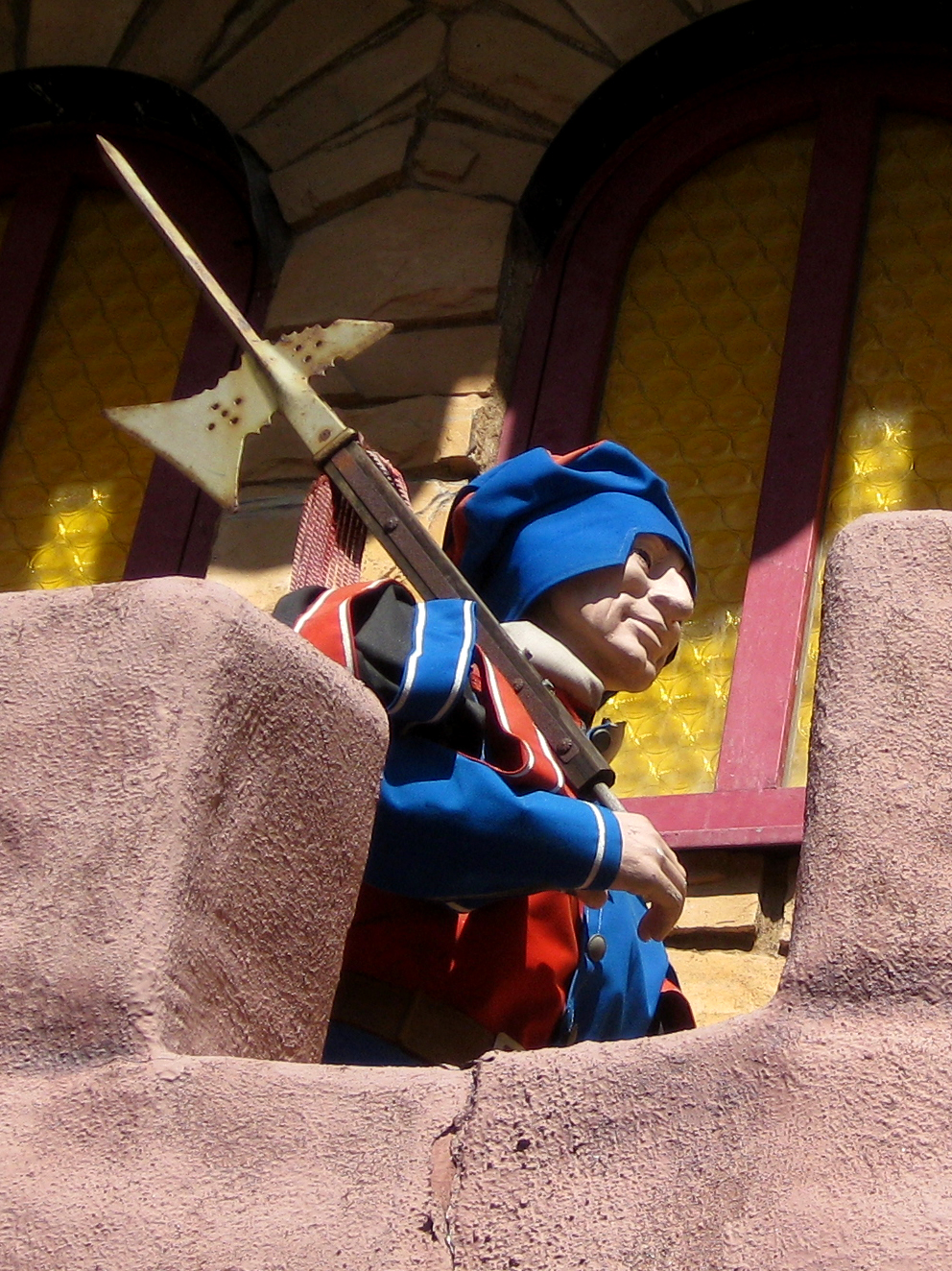
Motoriserad vaktdocka som patrullerar slottet.
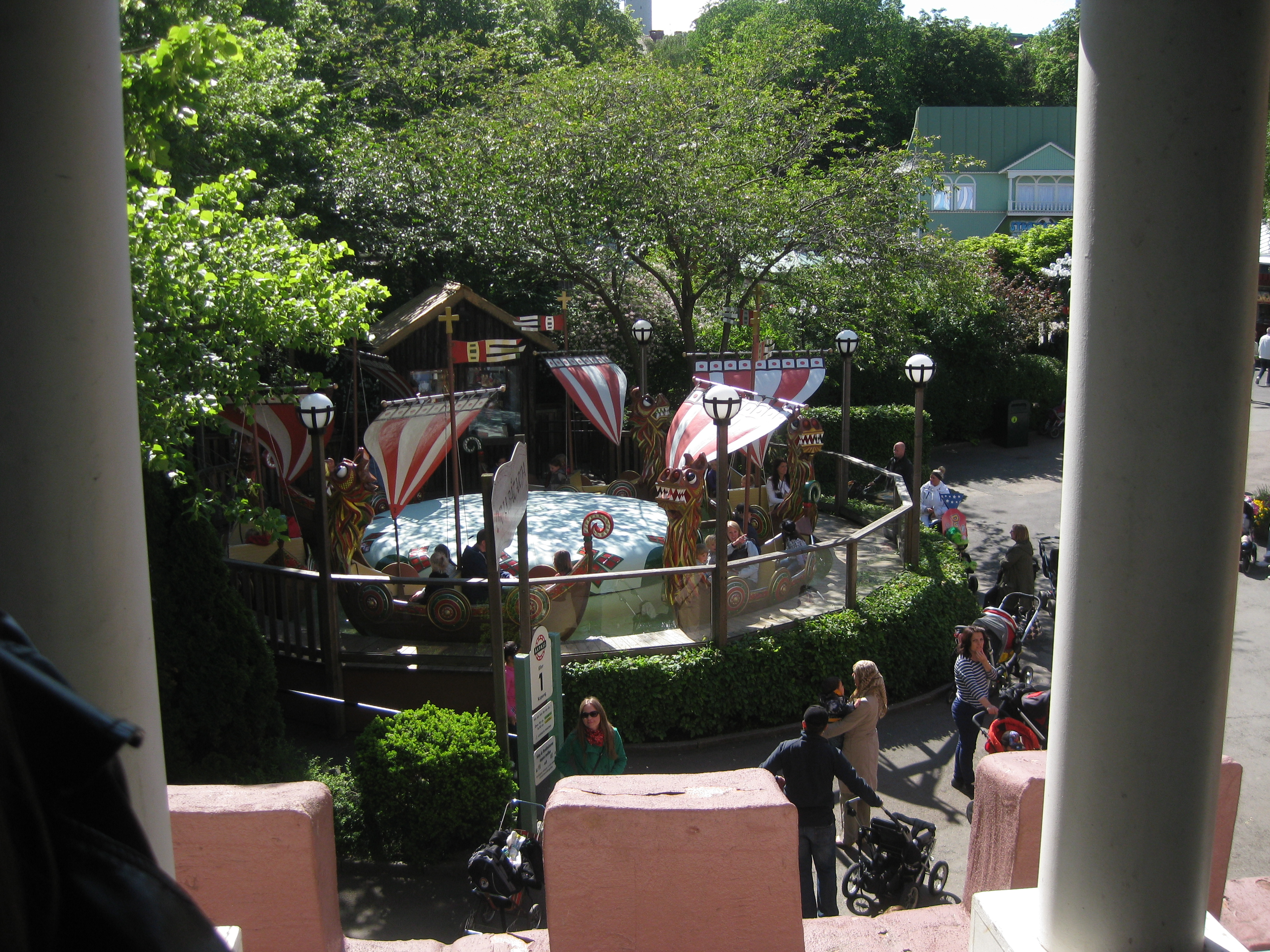
Vy från andra våningen, ner på Drakbåtarna.
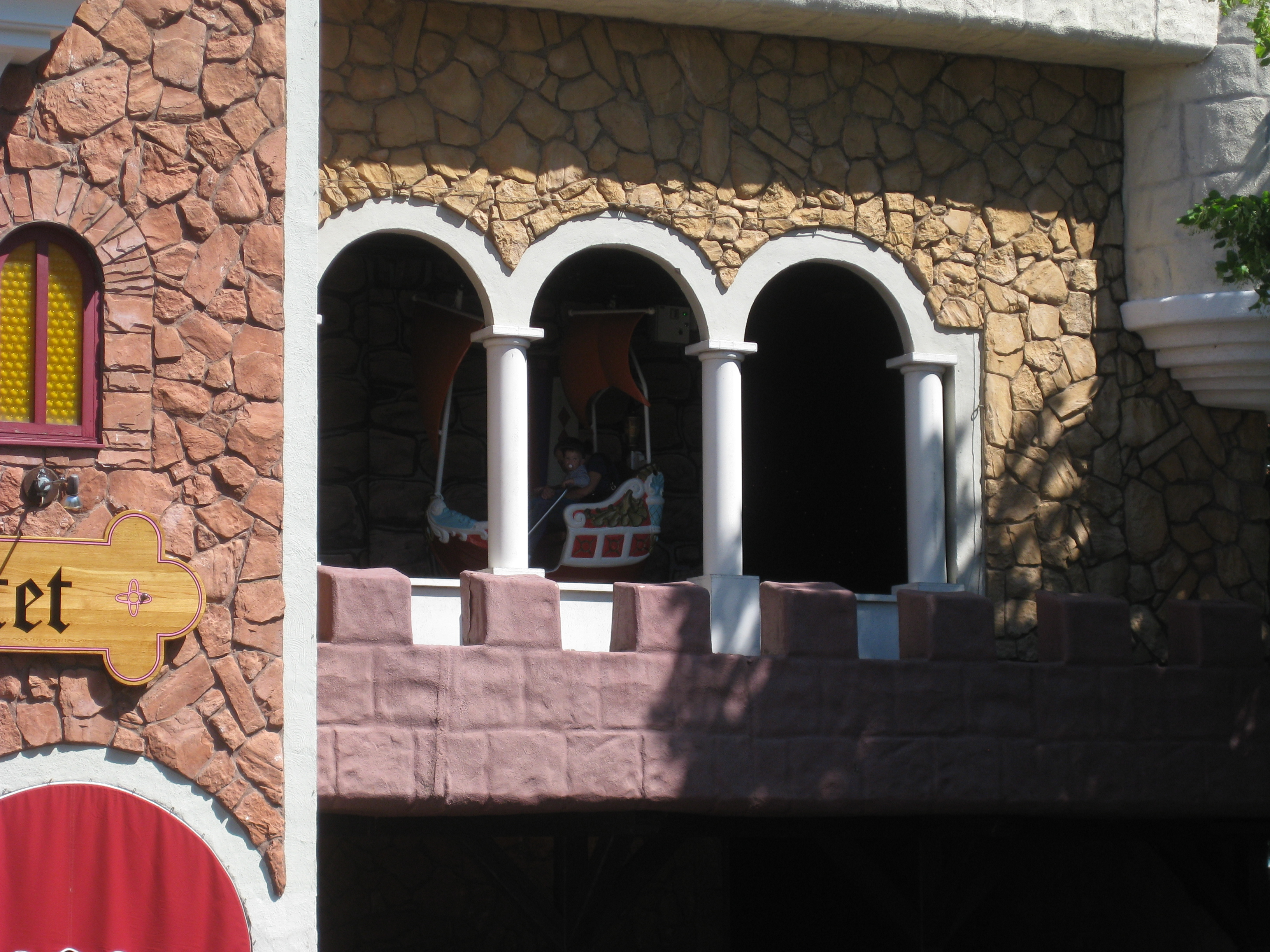
De tre valven.
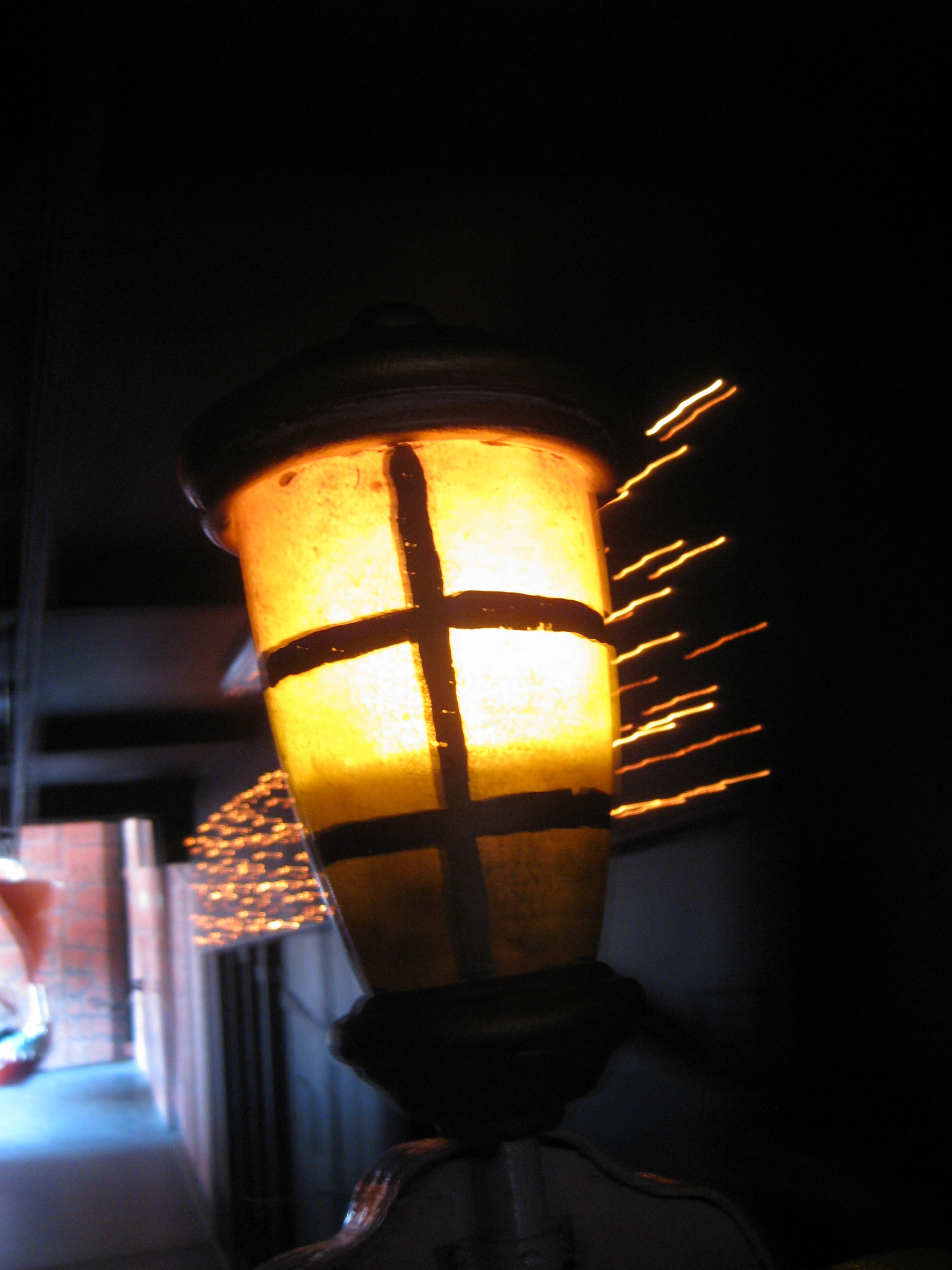
Lykta längst bak på en av båtarna. Här i uppförsbacken i början.
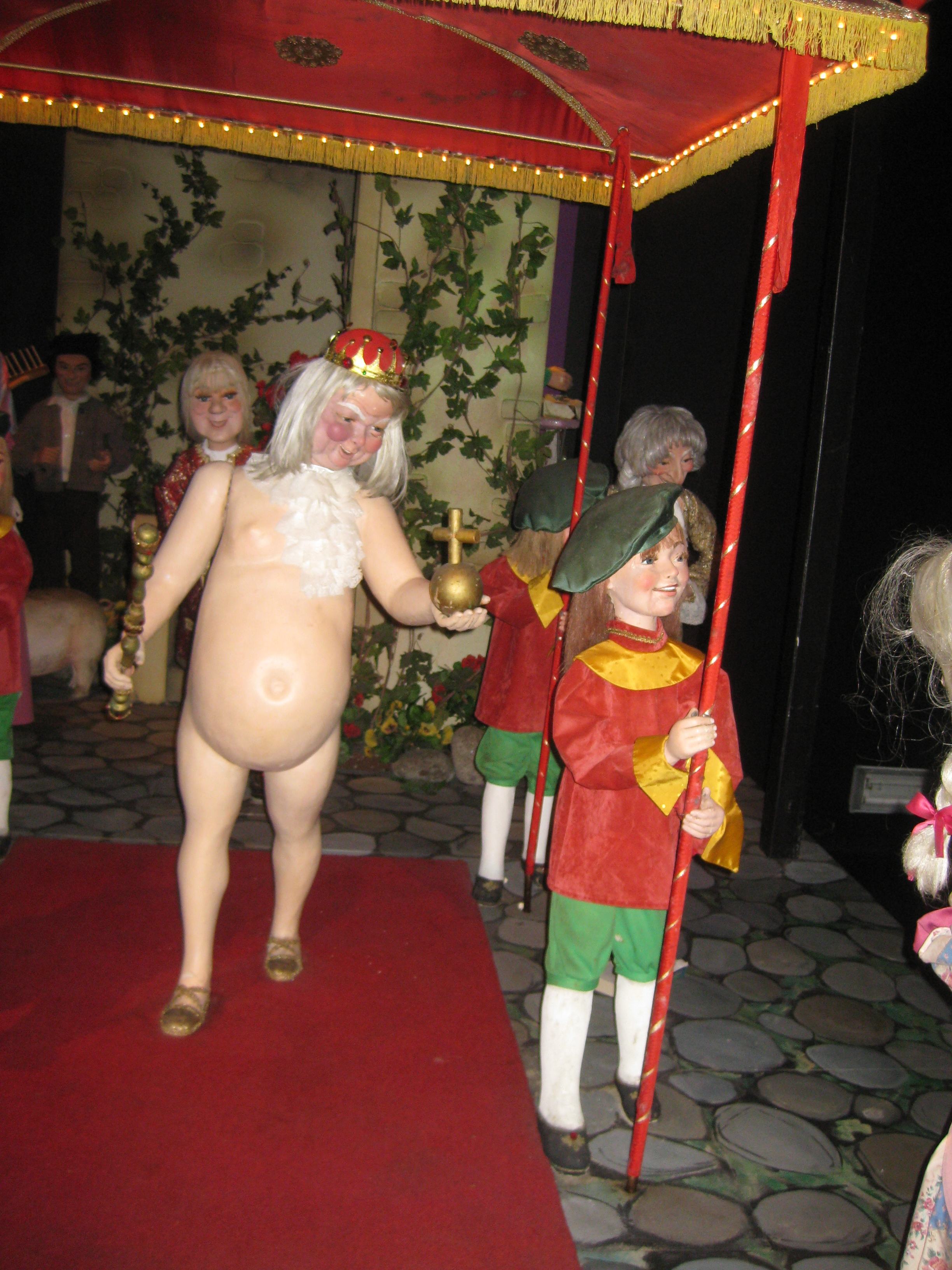
Kejsarens nya kläder.
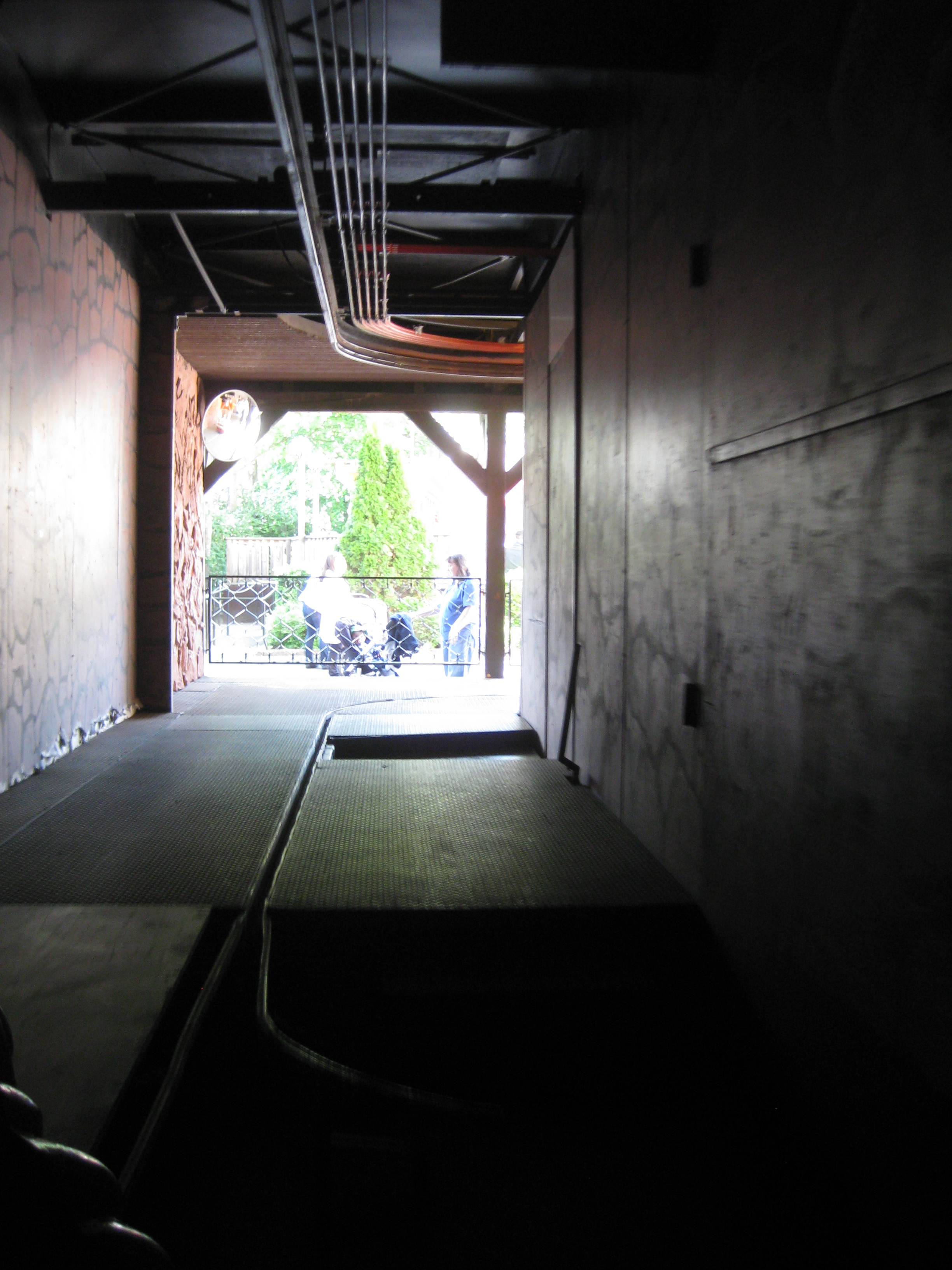
Sista kurvan innan avstigning.
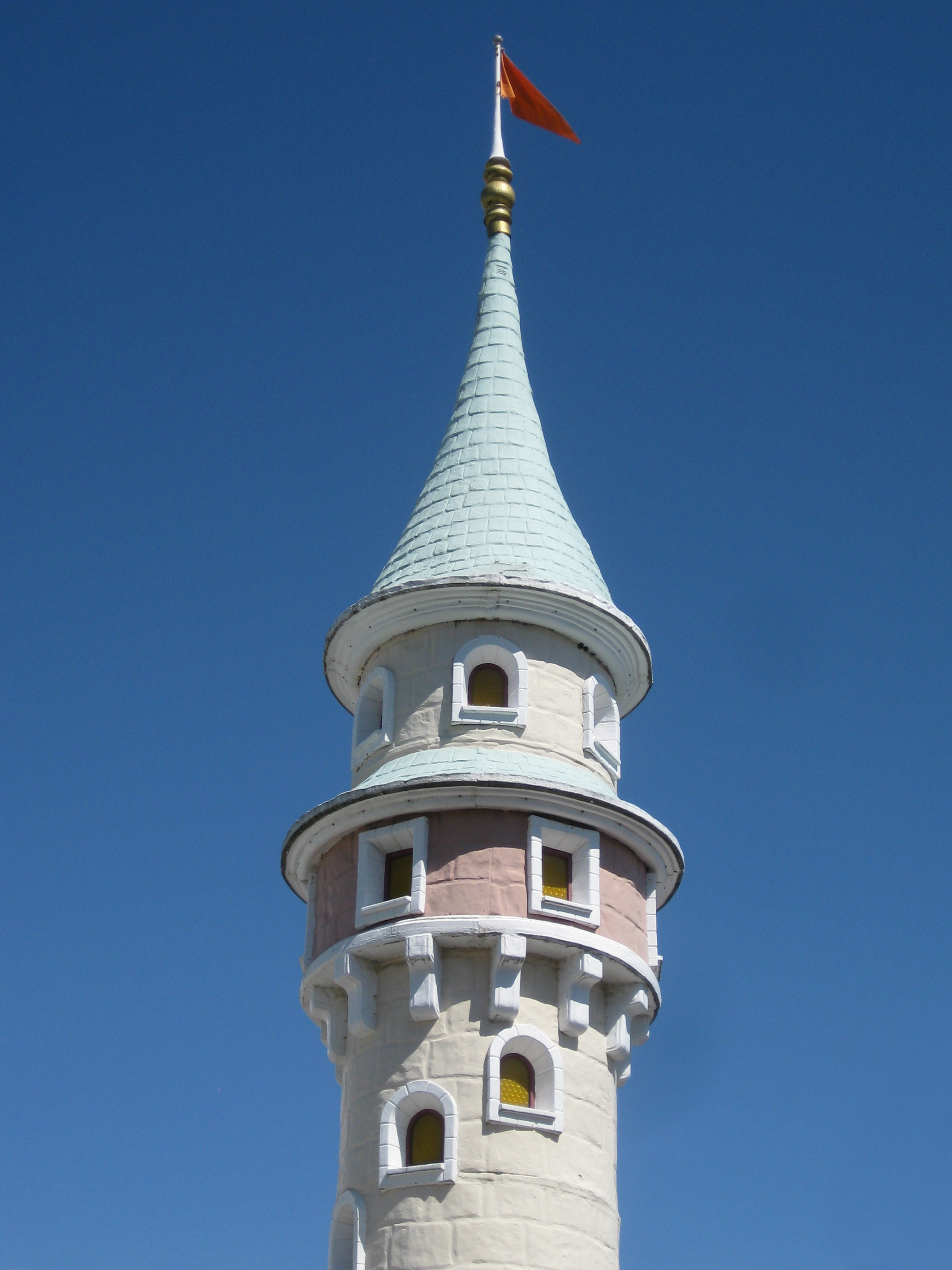
Ett av slottets torn.